# Una pazza storia d'amore
Una pazza storia d'amore è un film del 1973 diretto da Paul Mazursky.

## Trama
Steven Blume è un avvocato divorzista in crisi con la moglie Nina. Donnaiolo impenitente non ha mai considerato l'idea di essere lasciato finché la consorte, assistente sociale, non lo molla per un musicista fallito e drogato che ha accolto in casa propria.
Incapace di accettare la fine del suo matrimonio Blume riprende a corteggiarla assiduamente diventando nel contempo amico del musicista col fine di ingraziarselo. Una notte Blume e la moglie tornano insieme e lei rimane incinta. Il suo "convivente" capisce la situazione e si fa da parte perché i due possano ricostruire il loro rapporto. Nina raggiunge il marito a Venezia pur rifiutandosi di sposarlo nuovamente.